# Gottlieb Hering
Gottlieb Hering (Leonberg, 2 giugno 1887 – Kernen im Remstal, 9 ottobre 1945) è stato un militare e criminale di guerra tedesco, membro delle SS naziste dove raggiunse il grado di SS-Hauptsturmführer (capitano). Hering partecipò all'Aktion T4 e fu il secondo e ultimo comandante del campo di sterminio di Bełżec.

## Infanzia e prima guerra mondiale
Hering nacque e visse a Warmbronn, un quartiere della città di Leonberg in Baden-Württemberg. Dopo aver terminato la scuola iniziò a lavorare presso una fattoria dei dintorni fino a quando, nel 1907, entrò come recluta nel 20º Reggimento ulani "König Wilhelm I" (2. Württembergisches). Terminato il servizio di leva nel 1909, Hering servì nel reggimento per altri tre anni come volontario fino a quando, nel 1912, non si arruolò nella Schutzpolizei (Schupo, "polizia in uniforme") di Heilbronn. Nel 1914 si sposò ed ebbe un figlio.
Nel 1915, dopo lo scoppio del primo conflitto mondiale, Hering venne richiamato presso una compagnia mitraglieri del 123º Reggimento granatieri "König Karl" (5. Württembergisches) ove combatté sul fronte occidentale fino all'armistizio del 1918. Nel corso del conflitto egli venne promosso al grado di sergente e fu insignito, per il coraggio dimostrato, della Croce di ferro di 1ª classe.

## Carriera nella polizia e nelle SS
Dopo il conflitto, Hering rientrò brevemente nella Schutzpolizei di Heilbronn ma nel 1919 passò, con il grado di sergente, alla Kriminalpolizei (Kripo, "polizia criminale") di Göppingen nei pressi di Stoccarda ove raggiunse il grado di ufficiale nel 1929. Nel 1920 egli si iscrisse all'SPD (Sozialdemokratische Partei Deutschlands, "Partito socialdemocratico tedesco") e, negli anni della Repubblica di Weimar, fu un oppositore dello NSDAP (il partito nazista) eseguendo azioni repressive contro il partito, le SA e le SS tanto da meritarsi l'appellativo di "mangia-nazisti".
Dopo l'ascesa al potere di Hitler, nel gennaio 1933, i membri del partito nazista chiesero insistentemente la rimozione di Hering dal suo ruolo ma egli, avvalendosi della conoscenza con Christian Wirth, poté rimanere al suo posto nonostante le proteste. Hering si iscrisse allo NSDAP nel maggio del 1933 e nel 1934 fu nominato comandante della Kripo di Göppingen per proseguire la sua carriera, nel 1939, a Stoccarda-Schwenningen.
Nel dicembre 1939, dopo lo scoppio della seconda guerra mondiale, Hering insieme ad altri ufficiali anziani appartenenti alla Kripo, fu trasferito a Gotenhafen (attuale Gdynia, in Polonia) al fine di attuare il reinsediamento dei Volksdeutsche ("tedeschi etnici") dai territori del Governatorato Generale ai nuovi territori che il Terzo Reich aveva inglobato dopo la sconfitta della Polonia.

## Aktion T4
A partire dalla fine del 1940 Hering fu coinvolto attivamente nel programma di "eutanasia" nazista (chiamato in codice Aktion T4) che aveva come obiettivo l'eliminazione di cittadini tedeschi disabili considerati un pericolo per il "sano" sviluppo della "razza" germanica. Hering ricoprì diversi ruoli presso i centri di uccisione di Sonnenstein, Hadamar e Bernburg.

## OperazioneReinhard
Terminata l'Aktion T4 Hering fu trasferito, nel giugno 1942, a Praga presso il Sicherheitsdienst (SD, "servizio di sicurezza") della città. Poco dopo si trasferì in Polonia per prendere parte all'Operazione Reinhard, diretta da Odilo Globočnik, che prevedeva lo sterminio della popolazione ebraica polacca precedentemente rinchiusa nei ghetti. Alla fine dell'agosto 1942 Hering sostituì il suo vecchio amico Christian Wirth come comandante del campo di sterminio di Bełżec e mantenne questo ruolo fino alla chiusura del campo avvenuta nel giugno 1943. Dopo una visita di Heinrich Himmler al campo nel marzo 1943 - visita che impressionò favorevolmente il Reichsführer-SS - Hering fu promosso al grado di SS-Hauptsturmführer (capitano).
Circa la brutalità di Hering a Bełżec esistono diverse testimonianze. Ad esempio l'SS-Scharführer Heinrich Unverhau, che aveva servito nel campo, affermò:
Rudolf Reder, uno dei pochi sopravvissuti di Bełżec, disse riguardo a Hering:
Tadeusz Miziewicz, un polacco che viveva a Bełżec e lavorava alla stazione ferroviaria, testimoniò:

## Incarichi successivi e morte
Al termine dell'operazione Reinhard e dopo la chiusura del campo di Bełżec avvenuta nel giugno del 1943, Hering fu nominato comandante del campo di concentramento di Poniatowa che faceva parte dei lager dipendenti da Majdanek. Poniatowa era un campo di lavoro per lo sfruttamento degli internati ebrei e polacchi a favore dello sforzo bellico tedesco impiegati principalmente nella società di comodo Ostindustrie GmbH (OSTI, «Industria dell'Est») di proprietà delle stesse SS.
Il 3-4 novembre 1943 il campo di Poniatowa fu definitivamente liquidato nel quadro dell'Aktion Erntefest («Operazione festa del raccolto») che prevedeva l'uccisione di tutti gli ebrei superstiti del distretto di Lublino. Chiuso il campo di Poniatowa, Hering come molti altri partecipanti all'operazione Reinhard, fu trasferito a Trieste ove partecipò, fino al termine del conflitto, alle operazioni antipartigiane.
Gottlieb Hering morì il 9 ottobre 1945 in seguito a misteriose complicazioni mentre si trovava nella sala di attesa dell'ospedale di S.Caterina a Kernen im Remstal.